# Astragalus humifusus
Astragalus humifusus är en ärtväxtart som beskrevs av Carl Ludwig von Willdenow. Astragalus humifusus ingår i släktet vedlar, och familjen ärtväxter. Inga underarter finns listade i Catalogue of Life.